# Томсон, Джон (футболист, 1909)
Джон То́мсон (англ. John Thomson; 28 января 1909, Керколди, Файф — 5 сентября 1931, Глазго) — шотландский футболист, который играл на позиции вратаря за «Селтик» и сборную Шотландии. За пять лет в «Селтике» провёл более 200 матчей за клуб, дважды становился обладателем Кубка Шотландии и ещё трижды — Кубка Глазго.
Он погиб во время матча Old Firm на стадионе «Айброкс» в результате случайного столкновения с игроком «Рейнджерс» Сэмом Инглишем. В 2008 году посмертно включён в Зал славы шотландского футбола.

## Биография

### Ранняя жизнь и карьера
Томсон родился 28 января 1909 года в Керколди в семье Джона и Джин Томсонов. Он вырос в шахтёрском посёлке Карденден в Файфе, получил образование в начальной школе Дененд и высшей школе Ауктердеррана. К тому времени, когда он перешёл в среднюю школу, он уже подавал перспективы как вратарь и входил в школьную команду Ауктердеррана, которая выиграла Кубок Лохгелли Таймс. Один из его учителей, Н. Лоутон, назвал Томсона прирождённым вратарём.
В возрасте 14 лет он пошёл работать на угольную шахту Боухилл, где также работал его отец. Он работал на глубине 275 метров, отсоединял цепные зажимы вагонеток, которые вывозили уголь из шахты. В сезоне 1924/25 года Томсон играл за «Боухилл Роверс» в Молодёжной футбольной лиге Файфа. В следующем сезоне он перешёл в «Уэллсли Джуниорс», где его талант отмечала местная пресса, которая предсказывала, что в будущем он станет очень хорошим вратарём.

### «Селтик»
Тренер «Селтика» Вилли Мейли посылал своего главного скаута Стива Каллагана посмотреть на вратаря клуба «Денбит Стар», но вместо этого Каллаган вернулся с восторженным отзывом о Томсоне. 20 октября 1926 года после просмотра его игры против «Денбит Стар» «Селтик» подписал контракт с 17-летним Томсоном за 10 фунтов стерлингов. Мать Томсона была против того, чтобы сын становился профессиональным футболистом, боясь за здоровье Джона. 5 февраля 1927 года «Селтик» обыграл «Брихин Сити» со счётом 6:3, но Мейли был обеспокоен, что его основной вратарь Питер Шевлин пропустил три несложных мяча, поэтому решил дать 18-летнему Томсону шанс в следующей игре против «Данди». «Селтик» выиграл со счётом 2:1. Он сохранил своё место в основе после этого матча и помог «Селтику» занять второе место в шотландском Первом дивизионе. Он также сыграл в победном финале Кубка Шотландии 1927 года, где «Селтик» обыграл «Ист Файф» со счётом 3:1. В том же году «Селтик» выиграл Кубок Глазго, обыграв «Рейнджерс» со счётом 2:1. В 1927 году в прессе появилась информация, что Вилли Мали планировал продать Томсона и Джимми Макгрори в лондонский «Арсенал», чтобы заплатить за новую трибуну, которая была открыта в 1929 году. Однако оба игрока отказались покидать «Селтик». В следующем сезоне, после матча Old Firm против «Рейнджерс» на «Айброкс», Томсон получил похвалу от разных СМИ за «замечательную» игру. Также «Селтик» защитил титул обладателя Кубка Глазго, победив в финале «Куинз Парк» 2:0. 5 февраля 1930 года Томсон получил серьёзную травму в игре против «Эйрдрионианс»: он сломал челюсть и несколько рёбер, повредил ключицу и выбил два зуба при выполнении сэйва в прыжке. Тем не менее, Томсон восстановился и 11 октября 1930 года помог «Селтику» выиграть Кубок Глазго, в финале «кельты» победили «Рейнджерс» 2:1. 11 апреля 1931 года Томсон выиграл вторую медаль национального кубка в своей карьере, когда «Селтик» обыграл «Мотеруэлл» в финале Кубка Шотландии со счётом 4:2. Первый матч закончился вничью 2:2, матч-переигровку (2:0) посмотрели более 105 000 зрителей. В мае-июне 1931 года Томсон вместе с «Селтиком» принял участие в турне по США и Канаде. Томсон сыграл все 13 матчей и, согласно результатам опроса болельщиков, был одним из лучших игроков «кельтов» на турне.

### Международная карьера
Томсон дебютировал за сборную Шотландии 18 мая 1930 года в матче против Франции, его команда победила со счётом 2:0. 25 октября 1930 года Томсон сыграл в матче с Уэльсом (1:1) в рамках Домашнего чемпионата Великобритании. Он провёл ещё два матча за Шотландию: против Ирландии и Англии — в обоих не пропускал. Также Томсон сыграл четыре матча за сборную шотландской лиги: против сборной североирландской лиги и ещё три игры — против команды английской лиги.

### Личная жизнь
В 1931 году Томсон обручился с 19-летней дочерью начальника шахты Маргарет Финли (1912—1980). Пара познакомилась благодаря отцу Маргарет, который болел за «Селтик» и регулярно брал дочь на матчи клуба. После гибели Томсона Финли вышла замуж во второй раз. Томсон также строил планы по открытию ателье в Глазго. Он был прихожанином Церкви Христа, небольшой протестантской евангелической церкви.
Вместе с Джоном в «Селтике» и сборной Шотландии играли нападающие Алек Томсон и Берти Томсон — они не были родственниками Джона.

### Гибель
5 сентября 1931 года «Селтик» играл со своим принципиальным соперником «Рейнджерс» на «Айброкс», на матче присутствовало 80 000 зрителей. Примерно на 60-й минуте Томсон и игрок «Рейнджерс» Сэм Инглиш одновременно пошли на мяч. Голова Томсона столкнулась с коленом Инглиша, последний нанёс Томсону перелом костей черепа и разорвал артерию на правом виске. Правила в то время не предусматривали замен игроков, и вместо Томсона, которого унесли с поля на носилках, в ворота стал защитник Чик Гитонс. Большинство людей предполагало, что он просто получил сильное сотрясение мозга, но некоторые очевидцы подозревали более серьёзные последствия. Один из источников сообщил: «На главной трибуне раздался резкий крик испуганной молодой женщины». По общепринятой версии, это кричала Маргарет Финли, которая смотрела матч вместе с Джимом Томсоном (братом Джона). Один из игроков «Рейнджерс», который был медиком по образованию, позже сказал, что, когда он увидел инцидент, он понял, у Томсона было мало шансов на выживание.
Первую помощь оказали медики Ассоциации скорой помощи апостола Андрея. Согласно The Scotsman, «он поднялся на носилках и посмотрел в сторону ворот и места, где произошёл инцидент». Игра закончилась со счётом 0:0. Томсона доставили в лазарет Виктории в Глазго. У него была рваная рана над правой теменной костью черепа, это означало, что в его черепе была вмятина диаметром 5 см. В 17:00 у него начались сильные судороги. Доктор Норман Дэвидсон провёл экстренную операцию, чтобы попытаться снизить давление, вызванное отёком мозга, но операция не увенчалась успехом, и к 21:25 была констатирована смерть.
Похоронен в Кардендене.

## Стиль игры
Томсон был невысоким и худым, его рост составлял 175 см, а вес — 67 кг. Многие считали, что он не похож на вратаря из-за своего небольшого роста и маленьких рук. Его товарищ по команде Джимми Макгрори сказал, что у Томсона «руки художника».
В биографии Томсона автор Том Грейг писал, что у него были сильные тонкие пальцы, мощные запястья и предплечья. Грейг сказал, что «сочетание этих физических качеств было основой его выдающихся способностей отбивать и ловить». Историк футбола Роберт Макэлрой охарактеризовал его как «грациозного, спортивного, очень храброго и отважного». Председатель совета директоров «Селтика» Десмонд Уайт сказал, что Томсон был лучшим вратарём, которого он когда-либо видел, и добавил, что он обладал «способностью подниматься в воздух высоко над соперником. У него были почти балетные способности и ловкость, которые в его потрясающих проявлениях покорили сердца всех болельщиков „Селтика“».

Тренер «Селтика» Вилли Мейли писал о нём: 
Его ценность как вратаря великолепно проявились в игре. Никогда ещё не было вратаря, который ловил и фиксировал самые быстрые удары с такой грацией и лёгкостью. Во всём, что он делал, был баланс и красота движений, за которыми приятно было наблюдать.

## Память
Смерть Томсона потрясла многих. Инглиш, который был глубоко травмирован морально этим происшествием, не понёс никакой ответственности за случившееся. Даже в начале XXI века на могилу Томсона в Керколди регулярно приходят болельщики «Селтика». На его надгробии написано: «Никогда не умирают те, кто живёт в сердцах, которые они оставляют после себя».

Среди плеяды талантливых вратарей, которые были у «Селтика», покойный Джон Томсон был величайшим игроком. […] Но, увы, его карьера оказалась недолгой. […] И всё же он играл достаточно долго, чтобы заслужить высшие награды, которые должен был дать футбол. Симпатичный парень, скромный и непритязательный, он пользовался популярностью везде, где бывал. […] Среди ушедших из жизни великих «кельтов» он занимает почётное место.
— тренер «Селтика» Вилли Мейли
Журналист Джон Арлотт назвал Томсона великим игроком, который «пришёл в игру мальчиком и покинул её ещё мальчиком; у него не было ни предшественника, ни преемника. Он был уникален».
Похороны состоялись 9 сентября 1931 года в Кардендене, попрощаться с Томсоном пришло около 30 000 человек. Многие из них пришли пешком из Глазго (90 км). Ещё 20 000 человек пришли на станцию Глазго Куин-стрит, откуда отправились два поезда с двумя тысячами пассажиров, которые могли позволить себе оплатить обратный билет за четыре шиллинга.
Сэма Инглиша не обвиняли в инциденте, но впоследствии шотландские фанаты начали травлю футболиста, и год спустя он перешёл в «Ливерпуль». Однако в мае 1938 года в возрасте 30 лет он вовсе ушёл из спорта, он сказал другу, что после несчастного случая, в котором погиб Джон Томсон, у него было «семь лет безрадостного спорта».
В книге Тома Грейга «Мои поиски Джона из „Селтика“» (англ. My Search for Celtic's John) описывается его личная жизнь и роковой инцидент. Грейг создал петицию, чтобы убедить Шотландскую футбольную ассоциацию ввести Джона Томсона в Зал славы шотландского футбола. Это случилось в ноябре 2008 года.
Также был создан Мемориальный комитет Джона Томсона. Эта организация работает над тем, чтобы имя и достижения Томсона оставались в памяти шотландского общества. Каждый год дети из Кардендена и Кингласса участвуют в мемориальном турнире Джона Томсона. В 2009 году дети из деревни поставили пьесу, написанную историком «Селтика» Дэвидом Поттером. Постановка прошла как в самой деревне, так и в парламенте Шотландии. В сентябре 2011 года исполнилось 80 лет со дня смерти Джона, Мемориальный комитет Джона Томсона совместно с Celtic Graves Society организовали паломническое шествие из Глазго в Карденден. Цель состояла в том, чтобы воссоздать шествие болельщиков 80-летней давности. Шествие началась в пятницу 2 сентября и прибыло в Карденден утром в воскресенье 4 сентября. Идея была в том, чтобы люди прибыли в место назначения к началу ежегодного футбольного турнира начальной школы Джона Томсона, который Мемориальный комитет организовывал на протяжении почти 30 лет. После турнира и церемонии награждения около 16:15 участники шествия возложили цветы на могилу Томсона.
Пьеса о Джоне Томсоне, написанная Брайаном Макгичаном и Джерардом Макдейдом, шла в Королевском театре Глазго с 5 по 10 сентября 2011 года. Премьера пришлась на 80-ю годовщину смерти Джона Томсона.

## Достижения
- Кубок Шотландии: 1927[26], 1931[27]
- Кубок Глазго: 1927[6], 1928[8], 1930[9]

## Статистика
| Клуб             | Сезон            | Чемпионат | Чемпионат | Кубок Шотландии | Кубок Шотландии | Кубок Глазго | Кубок Глазго | Итого | Итого |
| Клуб             | Сезон            | Игры      | Голы      | Игры            | Голы            | Игры         | Голы         | Игры  | Голы  |
| ---------------- | ---------------- | --------- | --------- | --------------- | --------------- | ------------ | ------------ | ----- | ----- |
| Селтик           | 1926/27          | 15        | -26       | 4               | -5              | 0            | -0           | 19    | -31   |
| Селтик           | 1927/28          | 38        | -39       | 6               | -7              | 3            | -2           | 47    | -48   |
| Селтик           | 1928/29          | 37        | -43       | 6               | -4              | 4            | -4           | 47    | -51   |
| Селтик           | 1929/30          | 29        | -39       | 2               | -0              | 3            | -4           | 34    | -43   |
| Селтик           | 1930/31          | 37        | -33       | 7               | -8              | 2            | -2           | 46    | -43   |
| Селтик           | 1931/32          | 8         | -7        | 0               | -0              | 0            | -0           | 8     | -7    |
| Всего за карьеру | Всего за карьеру | 164       | -187      | 25              | -24             | 12           | -12          | 201   | -223  |

Источник: Celtic player Thomson, John. FitbaStats. Дата обращения: 21 апреля 2019. Архивировано 21 апреля 2019 года.
| #  | Дата            | Место                                    | Соперник          | Результат | Турнир                                 |
| -- | --------------- | ---------------------------------------- | ----------------- | --------- | -------------------------------------- |
| 1. | 18 мая 1930     | Ив дю Мануар, Коломб, Франция            | Франция           | 2:0       | Товарищеский матч                      |
| 2. | 25 октября 1930 | Айброкс, Глазго, Шотландия               | Уэльс             | 1:1       | Домашний чемпионат Великобритании 1930 |
| 3. | 21 февраля 1931 | Уиндзор Парк, Белфаст, Северная Ирландия | Северная Ирландия | 0:0       | Домашний чемпионат Великобритании 1930 |
| 4. | 28 марта 1931   | Хэмпден Парк, Глазго, Шотландия          | Англия            | 2:0       | Домашний чемпионат Великобритании 1930 |

Источник: John Thomson. eu-football.info. Дата обращения: 7 апреля 2021.
| #  | Дата            | Место                          | Соперник           | Результат | Турнир            |
| -- | --------------- | ------------------------------ | ------------------ | --------- | ----------------- |
| 1. | 31 октября 1928 | Ферхилл, Глазго, Шотландия     | Лига Сев. Ирландии | 2:8       | Товарищеский матч |
| 2. | 7 ноября 1928   | Вилла Парк, Бирмингем, Англия  | Лига Англии        | 2:1       | Товарищеский матч |
| 3. | 2 ноября 1929   | Айброкс, Глазго, Шотландия     | Лига Англии        | 1:2       | Товарищеский матч |
| 4. | 5 ноября 1930   | Уайт Харт Лейн, Лондон, Англия | Лига Англии        | 7:3       | Товарищеский матч |

Источник: John Thomson. londonhearts.com. Дата обращения: 7 апреля 2021. Архивировано 16 октября 2016 года.